# HMG 저널
HMG 저널(영어: HMG JOURNAL)은 현대자동차그룹의 디지털 미디어 커뮤니케이션 채널이다. Hyundai Motor Group의 약어와 JOURNAL을 합친 용어다.

## 슬로건
- Connecting to the Future(미래를 향한 연결) - 미래로 나아간다는 의미

## 콘텐츠
텍스트와 이미지 기반의 콘텐츠로 운영되는 ‘HMG 저널’은 기존의 블로그형 기사 외에 카드뉴스, 인포그래픽스, 데이터 저널리즘 등 다양한 형식으로 콘텐츠를 제공한다. 다양한 형식을 통해 현대자동차그룹의 기술 전문성과 산업 리더십을 보여주며, 현대자동차, 기아자동차, 제네시스뿐만 아니라 건설, 금융, 부품, 철강 등 다양한 계열사의 소식도 함께 전달한다.
영상 콘텐츠의 경우 ‘HMG TV’를 통해 다양한 신차 및 신기술 홍보, 사회공헌, 그룹소식 등등 다양한 소식을 영상으로 제공한다.

## 카테고리
1. Group : 현대자동차그룹의 소식
2. Tech : 자동차, 건설, 부품 등 기술 관련 소식
3. Sports : WRC, WTCR 등 스포츠 관련 소식
4. People : 그룹사 임직원 인터뷰
5. Life : 생활, 문화 등 각종 정보
6. News : 현대자동차그룹 보도자료

## 사용자
2017년 2월 20일 웹사이트 개설 후 100여 일 만에 누적 조회 수가 1,000만을 넘어섰다. 현재는 매일 약 50,000 정도의 조회 수를 보이며, 신규 방문자는 약 10,000명 정도이다.